# Il gigante delle Dolomiti
Il gigante delle Dolomiti è un film muto del 1927 diretto da Guido Brignone e interpretato da Bartolomeo Pagano nel ruolo di Maciste.